# Église du Saint-Esprit de Flensbourg
L’église du Saint-Esprit de Flensbourg (en allemand Heiliggeistkirche, en danois Helligåndskirken) est l'église de l'Église danoise dans le Schleswig du Sud à Flensbourg. Elle se trouve dans la Große Straße.

## Histoire
L'église-halle gothique à deux nefs est l'église de l'Hôpital du Saint-Esprit, fondé vers 1300. L'hôpital, géré par le clergé de la ville, dont la gestion implique des citoyens de Flensbourg, est dédié aux soins des malades et des personnes âgées. L'église est construite en 1386 dans le cadre de l'hôpital.
Au cours de la Réforme, l'hôpital fusionne avec les autres fondations cultuelles de la ville, les activités sont concentrées dans les locaux de l'ancien couvent franciscain de Sainte-Catherine à la périphérie sud de la ville. L'église est beaucoup trop grande pour la partie de la nouvelle fondation qui reste à l'ancien emplacement et menace de se délabrer et de se démolir. On trouve un compromis : l'église devient une filiale de l'église Sainte-Marie et à l'avenir sert pour les services en danois. Avec la Réforme, l'allemand est devenu la langue de l'église dans la ville, bien que tout le monde ne la comprenne pas. Des messes en danois ont lieu dans l'église à partir de 1588.
En 1895, la paroisse de Jürgensby se sépare d'Adelby. La nouvelle paroisse utilise l'église du Saint-Esprit jusqu'à l'achèvement de l'église Saint-Georges. Au moment de la guerre des Duchés, une communauté catholique est fondée à Flensbourg. Au début, la communauté catholique aest autorisée à tenir ses services dans l'église du Saint-Esprit jusqu'à la construction de l'église Notre-Dame-des-Douleurs en 1900. Après la Seconde Guerre mondiale, après que les troupes allemandes eurent occupé la plus grande église comme quartier d'urgence, les services en langue allemande de l'église Sainte-Marie ont lieu dans l'église du Saint-Esprit. En 1997, l'église est transférée à l'Église danoise dans le Schleswig du Sud.

## Architecture
L'église du Saint-Esprit est une église-halle à deux nefs, la nef principale au sud est presque deux fois plus large que la nef nord. Les deux nefs sont voûtées. La Christuskirche dans le quartier de Mürwik, construite au XXe siècle, a un design intérieur similaire à celui de l'église du Saint-Esprit, de sorte qu'elle ressemble presque à une interprétation moderne de l'église du Saint-Esprit.
En 1926, lors d'une rénovation sur la claire-voie orientale entre les nefs principales et latérales, sous plus d'une dizaine de couches de plâtre, des fresques à la chaux du XIVe siècle sont redécouvertes et restaurées l'année suivante avec d'importants ajouts. Dans la deuxième travée de la nef principale devant l'autel, le Jugement dernier est représenté avec le Christ en gloire dans une mandorle, où Marie et Jean-Baptiste demandent miséricorde pour le peuple. Dans la troisième travée se trouve un arbre de Jessé et dans la quatrième, à moitié couvert par la galerie occidentale, le martyre d'Érasme de Formia. Les restes d'autres peintures sont dans les voûtes.
L'équipement le plus ancien est des fonts baptismaux en granit. L'autel baroque est un don du couple Rivesell et est réalisé en 1719 par J. Zimmer. Les figures assez maladroites dans le cadre d'acanthe magistralement sculpté représentent la résurrection de Jésus au milieu, entouré des vertus. Les navires votifs sont donnés en 1859 et 1863. Après que la chaire de la Renaissance de l'atelier Ringering est retirée au début du XXe siècle et déplacée dans la nouvelle église Saint-Georges, l'église du Saint-Esprit reçoit sa chaire actuelle de la congrégation danoise de Chicago en 1927.
En 2013, l'œuvre d'art Porte de la Pentecôte de l'artiste Bjørn Nørgaard est installée dans l'église. Elle se compose de trois baies vitrées dans le mur nord représentant l'Annonciation à Marie, le baptême de Jésus et son apparition à Thomas, complétées par une sculpture en bronze qui montre la Tour de Babel du côté de l'église et inclut le spectateur dans le miracle de la Pentecôte lorsqu'il se regarde dans le miroir derrière lui.
L'église possède depuis 1975 un orgue fabriqué par Peter Bruhn & Søn avec 26 jeux sur trois claviers et un pédalier.

## Source, notes et références
1. ↑  Jean-Pierre Gutton, Les administrateurs d'hôpitaux dans l'Europe moderne, Presses universitaires de Lyon, 2019, 142 p. (ISBN 9782729710743, lire en ligne), p. 51-52

- (de) Cet article est partiellement ou en totalité issu de l’article de Wikipédia en allemand intitulé « Heiliggeistkirche (Flensburg) » (voir la liste des auteurs).